# Pigiopsis
Pigiopsis is een geslacht van vlinders van de familie spanners (Geometridae), uit de onderfamilie Ennominae.

## Soorten
- P. acuta Herbulot, 1986
- P. aurantiaca Carcasson, 1964
- P. convergens Warren, 1899
- P. epigynopteryx Herbulot, 1986
- P. fuscimargo Herbulot, 1986
- P. hyposcotia Prout, 1915
- P. irrufata Herbulot, 1986
- P. pallens Herbulot, 1986
- P. parallelaria Warren, 1902
- P. scotoides Prout, 1915
- P. truncativalvis Herbulot, 1986
- P. ugandana Carcasson, 1964